# Christine van Stralen
Christine van Stralen (Rotterdam, 23 februari 1963) is een Nederlandse actrice.

## Levensloop
Van Stralen volgde de theateropleiding in Amsterdam afdeling mime. Ze kreeg voor haar solo Vrouw Alleen de aanmoedigingsprijs van het Amsterdams fonds voor de kunsten. Ze speelde bij diverse gezelschappen waaronder ZT Hollandia en in de bejubelde voorstelling Zwaargewicht bij Mugmetdegoudentand. Ook speelt ze vaak op de parade en was ze te zien in een voorstelling op het Oerol Festival: Dol Onkruid met een eigen bewerking van teksten van Bert Schierbeek.
Haar doorbraak op televisiegebied kwam met de serie Dunya & Desie in de rol van Monique. Hiervoor kreeg zij in 2003 het Gouden Beeld voor beste televisieactrice. Ook werd de serie tweemaal genomineerd voor een Emmy Award.
Verder was zij te zien in diverse andere televisieseries, waaronder Spoorloos verdwenen, Van Speijk, de televisiefilm Gezocht Man van de Belgische regisseur Patrice Toye en de televisiefilm Shit Happens van Marc van Uchelen. Daarnaast speelde ze gastrollen bij Nederlandse en Belgische producties en deed ze enkele reclames. Van Stralen kreeg in 2014 een wederkerende rol in de serie Celblok H
Voor theater werkte ze nog met Don Duyns, Harm van Geel en Sanne Vogel en maakte ze in samenwerking met Sanne van Rijn bij NT Gent de voorstelling Ik wil dat jij een beer wordt. Hierin speelde ze met Wim Opbrouck en Carola Arons. Tevens is de voorstelling genomineerd voor de VCSD Mime-prijs 2006. 
In het seizoen 2008-2009 speelde ze opnieuw in de voorstelling van NT Gent Ik wil dat jij een beer wordt die in Nederland in enkele schouwburgen te zien was. Verder speelde Van Stralen in een nieuw geschreven en gemaakte voorstelling Istlom van Don Duyns samen met Sanne Vogel en Harm van Geel. Tevens was zij te zien in de derde reeks van de politieserie Spoorloos Verdwenen van de AVRO. Van Stralen speelde ook in de speelfilm Dunya en Desie, die in 2008 in de bioscoop draaide. Van 2010 tot en met 2011 was ze te zien als juf De Mayerink in de TROS-jeugdserie De bende van Sjako.
In december 2011 was Van Stralen te zien in de muziektheatervoorstelling De Winnaar van M-Lab naast Thomas de Bres en Jamai Loman. De Winnaar gaat over wat er gebeurt nadat je een tv-talentenjacht gewonnen hebt.
In 2016 vertolkte ze de rol van Patty in de tiendelige Nederlandse dramaserie Mouna's Keuken. Vanaf 2017 vertolkt zij de rol van Thea de moeder van Thijs in Papadag.
Van Stralen was van 8 september tot en met 31 december 2020 te zien in de RTL 4-soap Goede tijden, slechte tijden waarin ze de rol van Judith Schoof vertolkte. In 2021 was ze te zien in de film Zwaar verliefd! 2.